# タンカルヴィル
タンカルヴィル （Tancarville）は、フランス、ノルマンディー地域圏、セーヌ＝マリティーム県のコミューン。

## 地理
セーヌ川に面するこの町は、1959年に開通した吊り橋のタンカルヴィル橋で知られている。ブクル・ド・セーヌ・ノルマンド地域圏自然公園の一部となっている。
町は蛇行するセーヌ川の右岸に位置している。ブルイセレス川を含む小河川がタンカルヴィルでセーヌ川に合流する。タンカルヴィル運河はここからル・アーヴルまでをつなぐ。

## 由来
地名は、1103年に記された人名、『タンカルヴィラのウィレルムス』（ [Willelmus de] Tancarvilla）、1105年の[Apud] Tancartivillam、1114年の[Portus] Tancardivillae、12世紀初頭のTancardi Villaによって証明されている。
ゲルマン語起源の人名タンクレード（Tancrède、またはTancredus）よりも同じく人名であるタンカール（Tancard）の方が由来である可能性が高く、古いノルマンディーの地名によく登場する-ville（農村の領地を意味する。ヴィッラ参照）よりも人名が先行した地名で、『タンカールの領地』（Domaine de Tancrède (または Tancard)）を意味している。

## 人口統計
2017年時点のコミューンの人口は1284人で、2012年当時の人口より6.14%減少した
| 1962年 | 1968年 | 1975年 | 1982年 | 1990年 | 1999年 | 2005年 | 2010年 | 2017年 |
| ------ | ------ | ------ | ------ | ------ | ------ | ------ | ------ | ------ |
| 938    | 921    | 1026   | 1139   | 1326   | 1234   | 1233   | 1346   | 1284   |

参照元:1962年から1999年までは複数コミューンに住所登録をする者の重複分を除いたもの。それ以降は当該コミューンの人口統計によるもの。1999年までEHESS/Cassini、2006年以降INSEE

## 史跡
- タンカルヴィル橋
- タンカルヴィル運河
- タンカルヴィル城 - セーヌ川を見下ろす崖の上にたつ11世紀の城。歴史的記念物。
- ヴァロン・デュ・ヴィヴィエ自然保護区 - タンカルヴィル川周囲の湿原8ヘクタールからなる。
- サン・ミシェル教会

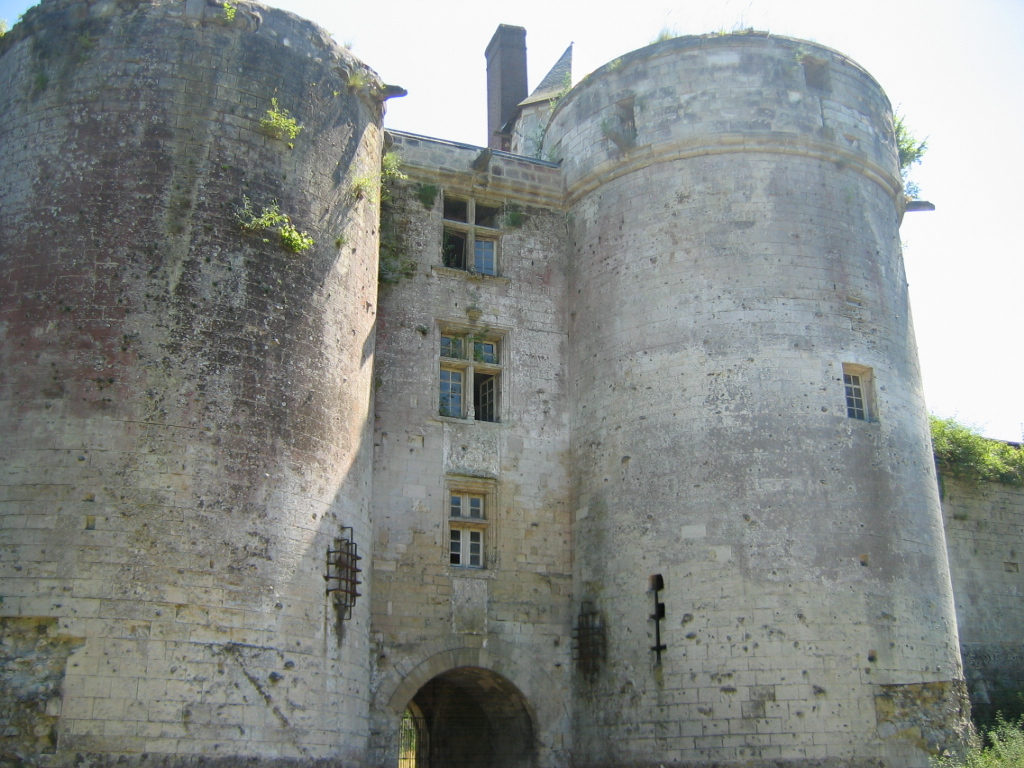
城
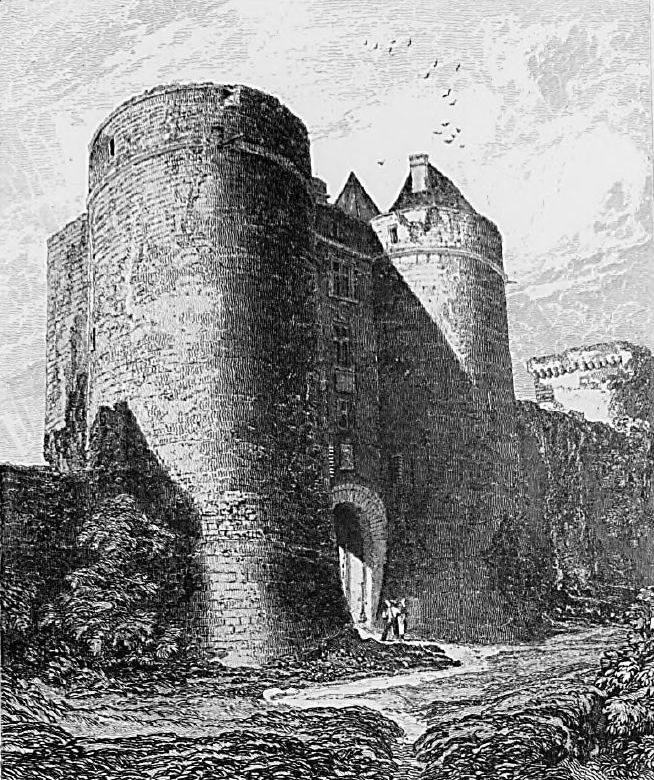
1822年頃の城
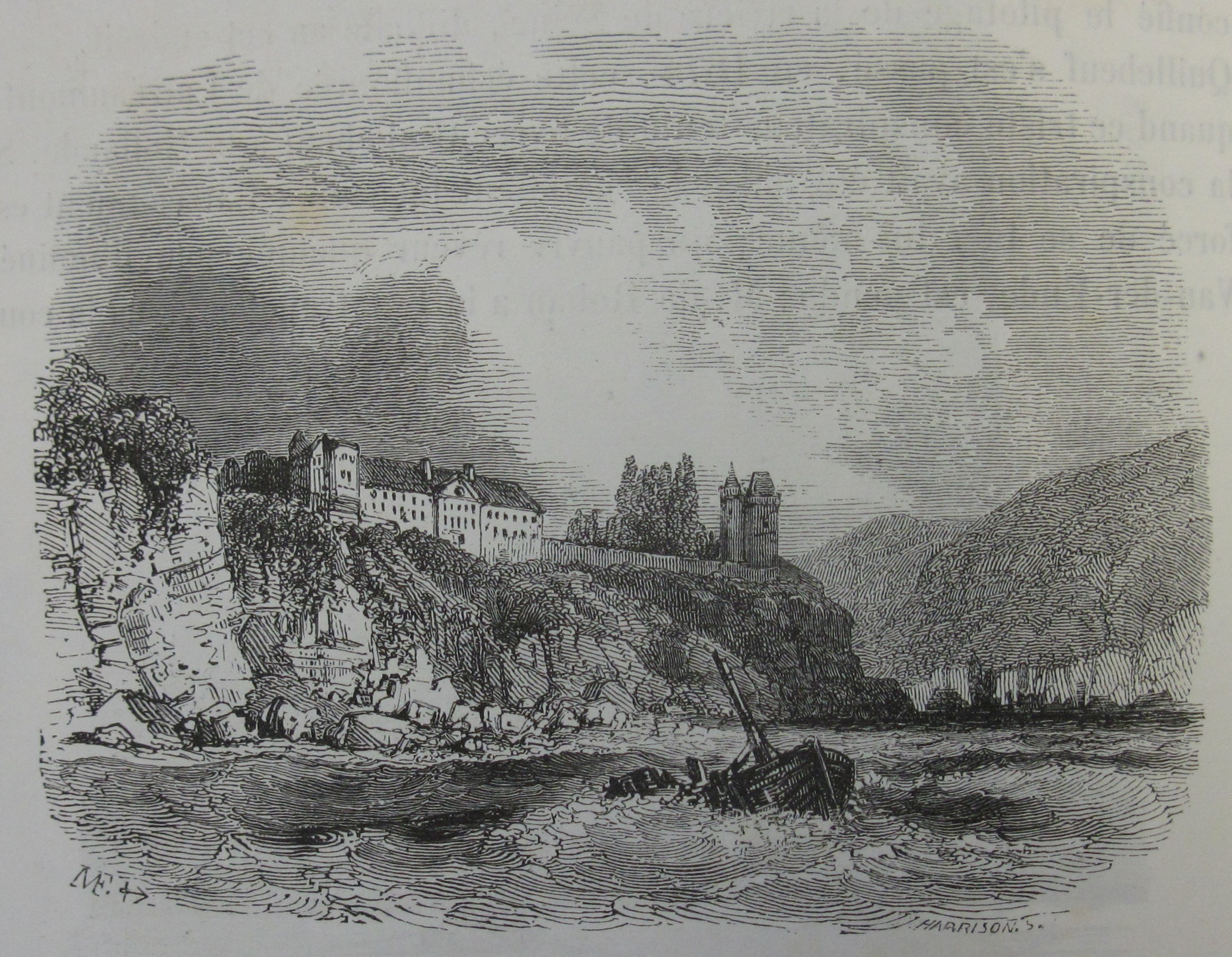
ジュール・ジャナンが描いた城
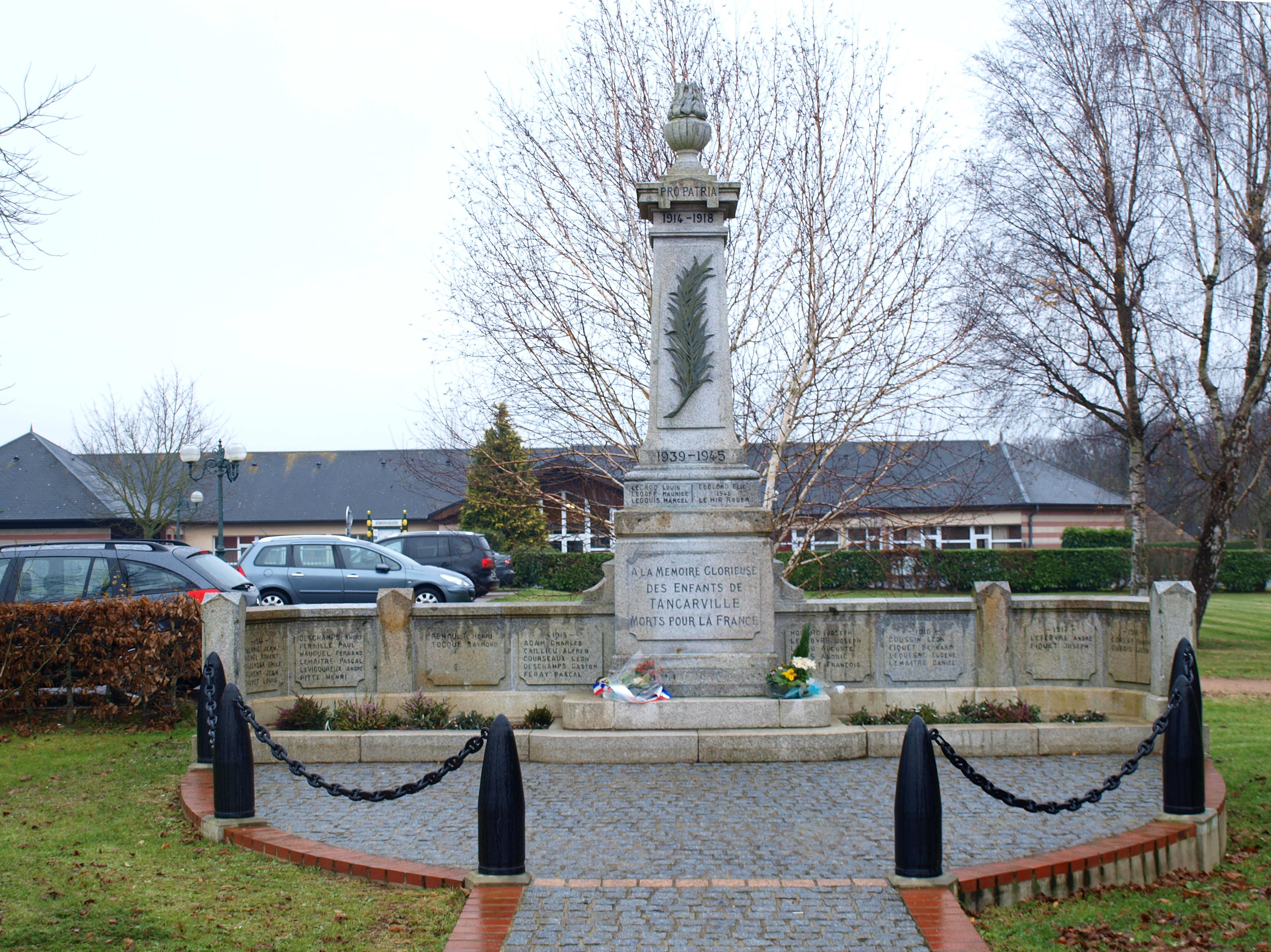
戦死者記念碑
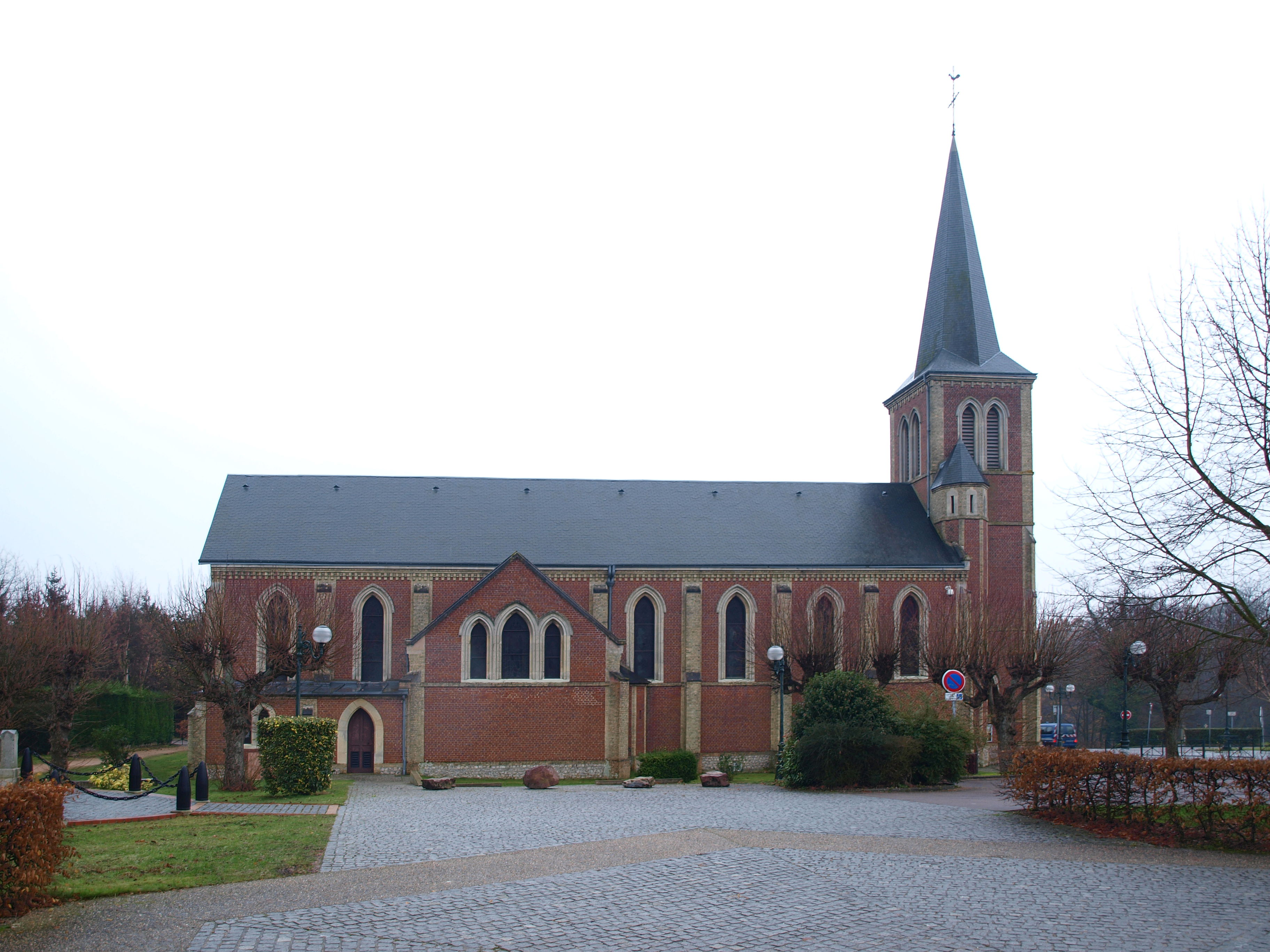
教会